# Detrakcja
Detrakcja – proces wyrywania, wydzierania przez lodowiec okruchów i bloków skalnych z podłoża poprzez działalność mechaniczną i zamróz.